# 27549 Joannemichet
27549 Joannemichet este un asteroid din centura principală de asteroizi.

## Descriere
27549 Joannemichet este un asteroid din centura principală de asteroizi. A fost descoperit pe 7 mai 2000 la Socorro, New Mexico, în cadrul proiectului LINEAR. Asteroidul prezintă o orbită caracterizată de o semiaxă mare de 2,56 ua, o excentricitate de 0,05 și o înclinație de 8,6° în raport cu ecliptica.